# Taramita
La taramita es un mineral de la clase de los silicatos, y dentro de ellos pertenece al grupo de los llamados anfíboles y al subgrupo de los «anfíboles sodio-calcio».